# Mairieux
Mairieux és un municipi francès, situat a la regió dels Alts de França, al departament del Nord. L'any 2006 tenia 750 habitants.

## Demografia
| 1962                                       | 1968 | 1975 | 1982 | 1990 | 1999 |
| ------------------------------------------ | ---- | ---- | ---- | ---- | ---- |
| 398                                        | 449  | 663  | 685  | 754  | 780  |
| Des de 1962: població sense dobles comptes |      |      |      |      |      |

## Administració
| Període | Identitat    | Partit |
| ------- | ------------ | ------ |
| 2001-   | Léon Loiseau |        |